# بخش کروپینا
بخش کروپینا (به لاتین: Krupina District) یک منطقهٔ مسکونی در اسلواکی است که در منطقه بانسکا بیستریتسا واقع شده‌است. بخش کروپینا ۵۸۵ کیلومتر مربع مساحت و ۲۲٬۸۴۱ نفر جمعیت دارد.